# Cracca ansellii
Cracca ansellii là một loài thực vật có hoa trong họ Đậu. Loài này được (Hook. f.) Kuntze mô tả khoa học đầu tiên năm 1891.